# Locust Fork
Locust Fork es un pueblo ubicado en el condado de Blount en el estado estadounidense de Alabama. En el censo de 2000, su población era de 1016.

## Demografía
En el 2000 la renta per cápita promedia del hogar era de $ 39.333$, y el ingreso promedio para una familia era de 41.912$. El ingreso per cápita para la localidad era de 17.563$. Los hombres tenían un ingreso per cápita de 36.797$ contra 24.688$ para las mujeres.

## Geografía
Locust Fork está situado en 33°53′47″N 86°37′50″O / 33.89639, -86.63056 (33.896526, -86.630569)
Según la Oficina del Censo de los EE. UU., la ciudad tiene un área total de 3.49 millas cuadradas (9.05 km²).